# Tekken
Tekken (鉄拳 (Thiết Quyền)), là một loạt trò chơi điện tử thể loại đối kháng nổi tiếng do Namco phát hành, hiện nay đã sáp nhập với Bandai thành Bandai Namco. Loạt game Tekken được đánh giá là một trong những đại diện sáng giá nhất của thể loại game đấu võ đối kháng, và rất được hâm mộ ở Nhật, Hàn Quốc, Hồng Kông, Mỹ. Do cách điều khiển game khá khó, và đòi hỏi tập luyện nhiều, nên ở những nước mà các máy Arcade không thịnh hành, Tekken ít được biết đến. Đặc điểm của loạt Game này là phong cách võ thuật đa dạng từ các môn võ từ Đông sang Tây (nhưng chủ đạo vẫn là võ thuật Nhật Bản và các môn võ hiện đại), trường phái võ trên thế giới đã được thể hiện thông qua những nhân vật đại diện cho võ thuật của các nền võ học lớn và nhỏ trên thế giới.
Tất cả các phần chính của loạt đều là trò chơi arcade, và bo mạch sẽ chạy chúng theo cách truyền thống dựa trên phần cứng PlayStation. Sau khi phát hành qua các máy game thùng, các bản phát hành tại gia chủ yếu dành cho các hệ máy console trong dòng PlayStation.
| Năm                           | Tựa                       | Bảng mạch arcade | Phát hành tại gia                             |
| ----------------------------- | ------------------------- | ---------------- | --------------------------------------------- |
| 1994                          | Tekken                    | Namco System 11  | PlayStation                                   |
| 1995                          | Tekken 2                  | Namco System 11  | PlayStation                                   |
| 1997                          | Tekken 3                  | Namco System 12  | PlayStation                                   |
| 1999                          | Tekken Tag Tournament     | Namco System 12  | PlayStation 2                                 |
| 2001                          | Tekken 4                  | Namco System 246 | PlayStation 2                                 |
| 2004                          | Tekken 5                  | Namco System 256 | PlayStation 2                                 |
| 2005                          | Tekken: Dark Resurrection | Namco System 256 | PlayStation Portable                          |
| 2007                          | Tekken 6                  | Namco System 357 | PlayStation 3, PlayStation Portable, Xbox 360 |
| 2011                          | Tekken Tag Tournament 2   | Namco System 369 | PlayStation 3, Xbox 360, Wii U                |
| 2015                          | Tekken 7                  | Namco System ES3 | PlayStation 4, Xbox One, Microsoft Windows    |
| Ghi chú: 1. 2. 3. 4. 5. 6. 7. |                           |                  |                                               |

## Cách chơi
Dù đã qua 7 phiên bản kể từ 1994 đến 2007, lối chơi của Tekken vẫn không đổi: trong lúc những game đánh nhau khác bạn có thể nhấn đại nút để tấn công, Tekken đòi hỏi người chơi phải học thuộc những chiêu thức khác nhau của từng nhân vật mới có khả năng chiến thắng. Những nút bấm tương ứng với tứ chi của nhân vật tương ứng trên tay cầm PlayStation:
- Nút Vuông: Tay trái.
- Nút Tam Giác: Tay phải.
- Nút Chéo: Chân trái.
- Nút Tròn: Chân phải.

Những nút trên theo ký hiệu quốc tế của Tekken theo thứ tự lần lượt là: 1, 2, 3, 4. Những nút chỉ hướng thường được ký hiệu là: f (tới), u (lên), b (lùi), d (xuống).Ví dụ khi bạn muốn nhân vật Lee Chaolan thực hiện chiêu thức "Silver Sting" (anh ta nhảy lên và xoay người đá bằng chân trái), bạn phải nhấn hướng di chuyển lên/tới để nhảy lên, sau đó cả hai chân để đá, như vậy là u/f+3+4. Nếu chỉ nhấn u/f+3, Lee sẽ chỉ nhảy lên và đá nhẹ chứ không xoay người, đó là chiêu "Quick Silver Sting". Do vậy đôi lúc bạn chỉ thấy đối thủ thực hiện một chiêu thức thì có thể bắt chước thực hiện ngay, như cú đấm móc bằng tay phải sẽ là d/f+2, cú đám thẳng bằng tay trái sẽ là f+1.
Những nhân vật trong game Tekken đa phần đại diện cho nhiều môn võ khác nhau như Paul Phoenix là Judo, Marshall Law là Triệt Quyền Đạo, Jin Kazama là Karatedo, Hwoarang là Taekwondo...

## Cốt truyện

### Tekken 1
Nội dung game chủ yếu xoay quanh cuộc tranh giành quyền lực kéo dài nhiều năm của dòng họ Mishima. Nhân vật chính là Heihachi Mishima, ông đã lật đổ cha mình là Jinpachi Mishima để trở thành chủ của tập đoàn Mishima, tập đoàn kinh tế hùng mạnh nhất thế giới. Heihachi có hai người con là Kazuya Mishima và con nuôi Lee Chaolan. Tuy nhiên, Heihachi thất vọng về con trai mình, và ném Kazuya xuống vực, nói rằng "hổ ném con xuống vực, con nào mạnh trèo lên được mới xứng đáng nối nghiệp". Heihachi trao cho Lee Chaolan, một người giỏi kinh doanh điều hành tập đoàn, còn ông mở một đại hội võ thuật gọi là The King of the Iron Fist Tournament (Đại hội Thiết Quyền Vương), với giải thưởng rất cao cho võ sĩ nào có thể đánh bại được ông ta:"Đứa nào đánh được ta thì đoạt món qua này!!!". Kazuya vẫn còn sống và rất căm hận cha mình, tham gia đại hội võ thuật. Kazuya đánh bại tất cả các đối thủ và lọt vào chung kết. Kazuya Mishima có sức mạnh kinh ngạc, và anh ta đánh bại cả Lee Chaolan và Heihachi Mishima. Kazuya ném cha mình xuống núi, còn hạ chức em trai cho xuống làm thư ký.

### Tekken 2
Kazuya đã bán linh hồn mình cho quỷ dữ để có sức mạnh chiến thắng được Heihachi và đoạt lấy tập đoàn Mishima, nhưng anh giao cho Lee Chaolan điều hành công việc, còn mình nấp sau bóng tối. 2 năm sau, đại hội The King of the Iron Fist Tournament 2 được tổ chức, với tiền thưởng gấp 1000 lần. Tuy nhiên, Heihachi vẫn còn sống. Ông đã ẩn nấp trong núi sau và luyện tập với một con gấu tên là "Kuma". Một nữ nhân vật là Jun Kazama xuất hiện, và cô cố gắng làm dịu đi lòng căm thù của Kazuya nhưng không được. Lần này vị trí đảo ngược, Heihachi là người lọt vào vòng chung kết và quyết đấu với Kazuya. Dù Kazuya có sức mạnh của quỷ, Heihachi là người chiến thắng và ông ném con trai mình vào miệng núi lửa. Khi thân xác của Kazuya bốc cháy, con quỷ thoát khỏi người anh ta và muốn nhập vào đứa trẻ mà Jun Kazama đang mang trong mình, nhưng Jun với sức mạnh từ lòng yêu thương con trai đã tiêu diệt con quỷ. Cô quyết định nuôi con trai của Kazuya một mình để dạy nó thành người tốt. Trong khi đó Heihachi chiếm lại được cơ ngơi của mình, và tống cổ Lee Chaolan, kẻ đã theo phe Kazuya.

### Tekken 3
Khoảng 15 năm sau, Heihachi khám phá ra một ngôi mộ cổ ở Trung Mỹ, nơi theo lời đồn là nơi chôn giấu một vũ khí đánh nhau cực mạnh. Lòng tham quyền lực khiến Heihachi ra lệnh cho quân của mình đào bới nơi đó. Một quái vật gọi là "Orge" thức giấc, và rất nhiều võ sư nổi tiếng trên thế giới bị mất tích sau đó. Ở nhà của mình, Jin Kazama 15 tuổi, mẹ cậu bảo rằng nếu có chuyện gì xảy ra thì phải đến gặp ông nội cậu là Heihachi Mishima. Đêm hôm đó Orge tấn công nhà Kazama, và khi Jin tỉnh dậy thì mẹ cậu đã mất tích. Jin tìm đến với Heihachi và xin ông mình dạy võ cho cậu để trả thù. Heihachi đồng ý. 4 năm sau, The King of the Iron Fist Tournament 3 được tổ chức để dụ Orge, vì Heihachi cho rằng con quái vật này sẽ bị những võ sư thu hút đến. Paul Phoenix đánh bại Orge, và trở về tưởng rằng mình là người chiến thắng, nhưng Orge biến đổi thành to lớn hơn trước. Jin Kazama quyết đấu với Orge và tiêu diệt con quái vật. Jin gặp Heihachi, mừng rỡ nói với ông mình, nhưng Heihachi hết sức tức giận vì ông ta chỉ muốn sức mạnh của con quái vật, và bắn chết Jin. Dòng máu quỷ dữ trỗi dậy và hồi sinh cho Jin, anh ta bay đi.

### Tekken 4
2 năm sau, Heihachi Mishima vẫn còn bực mình vì đã không chiếm được sức mạnh của Orge. Lần này ông ta muốn dòng máu quỷ của Jin Kazama, nhưng những cuộc tìm kiếm đều vô vọng. Nhưng Heihachi lại tìm thấy một bức ảnh về xác chết cháy của con trai mình ngày xưa là Kazuya. Ông ta cho lính tấn công tập đoàn G, nơi mà tình báo của Heihachi cho là xác của Kazuya đang được lưu giữ. Tuy nhiên đội quân của Heihachi bị tiêu diệt bởi một kẻ rất quen: Kazuya Mishima vẫn còn sống. Để nhử Kazuya ra mặt, Heihachi mở The King of the Iron Fist Tournament 4, với giải thưởng là cả tập đoàn Mishima. Những nhân vật quen thuộc là Kazuya Mishima, Jin Kazama, và cả Lee Chaolan, người đã thành một doanh nhân thành đạt, đều ra mặt. Heihachi sắp xếp cho Kazuya gặp Lee Chaolan và Jin Kazama để giảm sức mạnh của anh ta. Tuy nhiên Lee sững sốt khi biết rằng Kazuya vẫn còn sống, và nhanh chóng bị hạ, còn Jin không xuất hiện và bị loại. Cuộc đấu cuối cùng lại là Kazuya và Heihachi, và thắng lợi lại thuộc về Heihachi. Đúng lúc đó Jin xuất hiện, trong 2 năm qua, cậu đã từ bỏ võ thuật của nhà Mishima và học karate truyền thống, và Jin lần lượt đánh bại cả cha và ông nội mình. Trong cơn giận, Jin định giết Heihachi, nhưng hình ảnh của mẹ cậu là Jun Kazama thoáng qua. Jin nhớ lại là mình không phải kẻ xấu như Kazuya và Heihachi. Anh xoè cánh và bay đi.

### Tekken 5, 6
Trong lúc Heihachi và Kazuya còn rên rỉ ôm đầu máu, một đàn robot to xác xông vào để ám sát Heihachi. Lần đầu tiên trong đời 2 cha con cùng chiến đấu, nhưng Kazuya nhanh chóng phản bội và quẳng cha mình vào đống robot để chạy thoát thân. Heihachi bị kẹt giữa bọn robot trong khi chúng tự phát nổ. Hon-maru chìm trong biển lửa. Và từ trong đống đổ nát, một bóng người to lớn xuất hiện, đó là Jinpachi Mishima, cha của Heihachi, người đã bị nhốt dưới hầm sâu từ nhiều năm trước. Với cái chết của Heihachi, nhiều người cho rằng tập đoàn Mishima thế là tiêu, nhưng sau đó ít lâu, The King of the Iron Fist Tournament 5 được công bố, và có lẽ Jinpachi muốn nhân cơ hội này để giết hết những người mạnh nhất (nhưng thật ra ông ta bị một sức mạnh huyền bí chi phối, và muốn có người nào đó giết được mình). Một lần nữa võ sư khắp thế giới lại đến tham gia, kẻ vì tiền, kẻ vì danh vọng. Nhưng người mạnh nhất và hạ được Jinpachi lại một lần nữa là Jin Kazama. Lần này Jin với tính cách đã thay đổi, trở thành chủ của tập đoàn Mishima. Không lâu sau khi lên nắm quyền, Jin dùng quyền lực để thâu tóm thế giới, và chiến tranh nổ ra. Kazuya đứng đầu tập đoàn G trở thành lực lượng duy nhất có thể chống lại tập đoàn Mishima. Giữa lúc đó Jin Kazama mở đại hội The King of the Iron Fist Tournament 6.

### Tekken 7
Jin sau khi tiêu diệt được quái vật Azazel (trùm cuối Tekken 6) thì mất tích. Lợi dụng điều này, Heihachi đã đánh bại Nina Williams và đoạt lại quyền điều hành Mishima Zaibatsu. Cốt truyện trong Tekken 7 xoay quanh bí mật về Devil Gene - dòng máu ác quỷ trong người Kazuya và Jin. Thực chất dòng máu đó được thừa kế từ Kazumi Mishima - vợ của Heihachi và là mẹ của Kazuya. Kamumi đã đến võ đường của Jinpachi từ bé và cùng Heihachi thành đôi thanh mai trúc mã. Cuộc sống vẫn yên ổn cho đến khi Devil Gene trong Kazumi bắt đầu xâm chiếm cơ thể cô và mang cô đi tiêu diệt Heihachi. Mặc dù vẫn còn yêu thương vợ, Heihachi đã giết Kamumi. Kazuya từ bé vẫn tin và hận rằng bố đã giết mẹ. Lo sợ dòng máu quỷ trong Kazuya, Heihachi đã ném Kazuya (lúc bé) xuống vực. Trở lại hiện tại, Heihachi vừa tấn công G Corporation của Kazuya vừa truy tìm Jin. Jin thì được Lars Alexandersson (con rơi của Heihachi) tìm thấy, và cùng Alisa Bosconovitch với Lee Chaolan bảo vệ khỏi sự truy bắt của Nina. Còn trụ sở chính của G Corporation thì bị vệ tinh của Mishima Zaibatsu bắn tan tành. Kazuya trả đũa bằng việc dùng sức mạnh quỷ bắn rơi vệ tinh xuống thành phố, gây ra sự phẫn nộ của mọi người với Mishima Zaibatsu. Cuối cùng là trận chiến sống còn, Heihachi và Kazuya đánh nhau tại vùng nham thạch. Kazuya chiến thắng và thả Heihachi xuống dung nham. Kết thúc câu truyện là việc Jin bình phục lại, Lars nói rằng cuộc chiến vẫn chưa kết thúc, Jin khẳng định điều đó và thề sẽ tiêu diệt Kazuya và cả dòng máu quỷ trong mình.

## Nhân vật

### Tekken 1
(1994)
- Heihachi Mishima (52 tuổi) - Chủ tập đoàn Mishima, người mở đại hội Tekken 1 (Karate)
- Goro (200 tuổi)-Quái vật nửa rồng, xuất phát từ game Mortal kombat
- Kazuya Mishima (26 tuổi) - Con trai của Heihachi (Karate)
- Lee Chaolan (25 tuổi) - Con nuôi của Heihachi (Kungfu)
- Paul Phoenix (25 tuổi) - Võ sư Judo, bạn của Law (Judo)
- Marshall Law (25 tuổi) - Fan của Bruce Lee, bạn thân của Paul (Jeetkunedo)
- Yoshimitsu (? tuổi) - Đứng đầu tộc Ninja Manji (Ninjutsu)
- King (32 tuổi) - Muốn dành tiền để xây trại trẻ mồ côi (Đô vật chuyên nghiệp)
- Armor King (? tuổi) - Bạn của Jinpachi Mishima và Wang (Đô vật)
- Wang Jinrei (82 tuổi) - Bạn của Jinpachi Mishima và Wang (Xing Yi Quan)
- Nina Williams (20 tuổi) - Sát thủ người Ireland, chị của Anna (Aikido)
- Anna Williams (18 tuổi) - Sát thủ người Ireland, em của Nina (Aikido)
- Kunimitsu (? tuổi) - Đối thủ của Yoshimitsu (Ninjutsu)
- Michelle Chang (18 tuổi) - Cô gái lai Trung Quốc và Da đỏ, bị Ganryu yêu (Xing Yi)
- Ganryu (32 tuổi) - Yêu Michelle (Sumo)
- Jack - Robot
- Prototype Jack - Robot
- Kuma - Một con gấu nâu do Heihachi nuôi
- Devil - Quỷ dữ

### Tekken 2
(1995)
- Heihachi Mishima (54 tuổi)
- Kazuya Mishima (28 tuổi) - người mở đại hội Tekken 2
- Lee Chaolan (27 tuổi)
- Paul Phoenix (27 tuổi)
- Marshall Law (27 tuổi)
- Yoshimitsu (? tuổi)
- King (35 tuổi)
- Armor King (? tuổi)
- Wang Jinrei (84 tuổi)
- Nina Williams (22 tuổi)
- Anna Williams (20 tuổi)
- Kunimitsu (? tuổi)
- Michelle Chang (20 tuổi)
- Ganryu (34 tuổi)
- Prototype Jack
- Kuma
- Devil/Kazuya

#### Nhân vật mới
- Jun Kazama (22 tuổi) - Cô làm việc cho tổ chức bảo vệ động vật hoang dã, có khả năng tiên tri (Koryū)
- Lei Wulong (26 tuổi) - Thám tử, hâm mộ Jackie Chan (ngũ hình quyền)
- Baek Doo San (27 tuổi) - Thầy dạy võ (Taekwondo)
- Bruce Irvin (32 tuổi) - Đen thui (Muay Thai)
- Jack-2
- Roger
- Alex
- Angel

### Tekken 3
(1997)
- Heihachi Mishima (73 tuổi) - người mở đại hội Tekken 3
- Paul Phoenix (46 tuổi)
- Yoshimitsu (? tuổi)
- Lei Wulong (45 tuổi)
- Nina Williams (22 tuổi) - Nina là nhân vật được Namco ưu ái, 2 chị em được ngủ trong phòng thí nghiệm 19 năm để còn trẻ
- Anna Williams (20 tuổi)

#### Nhân vật mới
- Jin Kazama (19 tuổi) Con của Jun và Kazuya (Karatedo)
- Ling Xiaoyu (16 tuổi) Bạn học của Jin, có tình cảm đơn phương với anh. Là cháu gái của Wang Jinrei (Wushu, Bát quái chưởng-Pa Kua Chang)
- Hwoarang (19 tuổi) - Học trò của Baek Doo San (Taekwondo)
- Julia Chang (18 tuổi) - Con của Michelle Chang (Hình ý quyền-Xing Yi)
- Forrest Law (25 tuổi) - Con của Law (Jeetkunedo)
- Bryan Fury(? tuổi) - Cyborg, trước là bạn của Lei Wulong (Kick boxing)
- King II (25 tuổi) - Con nuôi của King (Đô vật chuyên nghiệp)
- Eddy Gordo - (Capoeira)
- Tiger Jackson - (Capoeira)
- Gun Jack
- Mokujin
- Kuma (Jr.)
- Panda - Thú nuôi của Xiaoyu
- Gon
- Dr. Boskonovitch
- Orge
- True Orge
- Unknown - Nhân vật chỉ xuất hiện trong Tekken Tag Tournament

### Tekken 4
(2001)
- Heihachi Mishima (75 tuổi) - người mở đại hội Tekken 4
- Kazuya Mishima (49 tuổi)
- Jin Kazama (21 tuổi)
- Lee Chaolan / Violet (48 tuổi) - Violet là nhân vật do Lee cải trang
- Paul Phoenix (48 tuổi)
- Marshall Law
- Yoshimitsu (? tuổi)
- King II
- Lei Wulong (47 tuổi)
- Bryan Fury
- Hwoarang
- Nina Williams (24 tuổi)
- Julia Chang
- Ling Xiaoyu (18 tuổi)
- Eddy Gordo-chồng của Christie
- Kuma (Jr.)
- Panda

#### Nhân vật mới
- Steve Fox (21 tuổi) - Con sinh học của Nina Williams (Boxing)
- Craig Marduk (28 tuổi) - Đô con (Vale Tudo)
- Christie Monteiro (19 tuổi) - Hậu bối của Eddy Gordo (Capoeira)
- Miharu Mirano (18 tuổi) - Bạn của Ling Xiaoyu
- Combot - Robot của Lee Chaolan

### Tekken 5
(2004)
- Heihachi Mishima (75 tuổi)
- Kazuya Mishima (49 tuổi)
- Jin Kazama (21 tuổi)
- Lee Chaolan (48 tuổi) - CEO của công ty robot lớn
- Paul Phoenix (48 tuổi) - Nghèo đói, thất nghiệp
- Marshall Law (48 tuổi) - Nhà hàng của Law đã bị phá sản, nay làm rửa chén
- Yoshimitsu (? tuổi)
- King II
- Lei Wulong (47 tuổi)
- Bryan Fury
- Hwoarang-học trò cua Baek Doo San
- Steve Fox (21tuổi)
- Craig Marduk-đô con
- Nina Williams (24 tuổi)
- Anna Williams (22 tuổi)
- Julia Chang
- Ling Xiaoyu
- Christie Monteiro
- Eddy Gordo
- Baek Doo San (48 tuổi)
- Bruce Irvin
- Ganryu - Đã chuyển sang yêu con nuôi của Michelle là Julia Chang
- Wang Jinrei (105 tuổi)
- Armor King (? tuổi)
- Kuma (Jr.)-gấu do heiachi nuôi
- Panda
- Mokujin (Mộc Nhân)

#### Nhân vật mới
- Asuka Kazama (17 tuổi) - Em họ của Jin Kazama (Koryū)
- Feng Wei (27 tuổi) - (Thiếu lâm quyền phổ-Kenpo)
- Raven (? tuổi) - Ninja, đen, hâm mộ Wesley Snipes (Nhẫn thuật-Ninjutsu)
- Emily Rochefort (Lili) (16 tuổi) - Tiểu thư con nhà giàu người Monaco (Võ đường phố-Street fighting)
- Sergei Dragunov (26 tuổi) - Một thành viên rất đáng sợ của Lực lượng đặc nhiệm SPETSNAZ ở Nga, mệnh danh là "Thiên thần trắng của cái chết".
- Jack-5
- Roger (Jr.)
- Devil Jin - Dạng ác quỷ của Jin Kazama
- Jinpachi Mishima - Bố của Heihachi, người mở đại hội Tekken 5.

### Tekken 6
(26-11-2007)
- Heihachi Mishima (75 tuổi)
- Kazuya Mishima (49 tuổi)
- Jin Kazama - người mở đại hội Tekken 6
- Lee Chaolan (48 tuổi) - Vẫn là CEO
- Paul Phoenix (48 tuổi) - Vẫn thất nghiệp
- Marshall Law (48 tuổi) - Vẫn là rửa chén
- Yoshimitsu (? tuổi)
- King II
- Lei Wulong (47 tuổi)
- Bryan Fury
- Hwoarang
- Steve Fox
- Craig Marduk
- Nina Williams (24 tuổi)
- Anna Williams (22 tuổi)
- Julia Chang
- Ling Xiaoyu
- Asuka Kazama
- Lili (17 tuổi)
- Christie Monteiro
- Eddy Gordo
- Kuma (Jr.)
- Panda
- Feng Wei
- Baek Doo San (48 tuổi)
- Bruce Irvin
- Ganryu
- Wang Jinrei (105 tuổi)
- Armor King (? tuổi)
- Mokujin
- Roger (Jr.)
- Raven
- Devil Jin
- Jinpachi Mishima

#### Nhân vật mới

Leo, một trong các nhân vật mới của Tekken 6, dự tính sẽ xuất hiện ở Nhật vào đầu năm 2008.

- Leo (19 tuổi) - Cô gái người Đức, Yuri (Hakkyoku-Ken)
- Miguel Caballero Rojo - Võ sĩ người Tây Ban Nha
- Zafina - Người trông coi ngôi đền của Azazel, sử dụng võ thuật ám sát.
- Bob - Béo phì,rất thích hamburger
- Alisa Bosconovitch (trong phiên bản mới nhất Tekken 6: Bloodline Rebellion) - cô gái robot Nga được chế tạo bởi Dr. Bosconovitch với nhiệm vụ bảo vệ Jin Kazama
- Lars Alexandersson (trong phiên bản mới nhất Tekken 6: Bloodline Rebellion) - người Thụy Điển. Cựu đội trưởng Tekken Force, con rơi của Heihachi.